# Аблутофобия
Аблутофобията (от латински: ablutio – „да се миеш“) е постоянен, ирационален и неоправдан страх от къпане, миене или чистене. Тази фобия е ситуационна специфична фобия. Аблутофобията има тенденцията да бъде по-обща за децата и жените, отколкото за мъжете и особено за тези хора, които са по-емоционални.
Нейните симптоми и лечение основно са същите като при повечето специфични фобии.